# Попов Михайло Олексійович
Миха́йло Олексі́йович Попо́в (*1946) — український науковець, професор, доктор технічних наук, член-кореспондент НАН України (з березня 2018), заслужений діяч науки і техніки України (2001), лауреат Державної премії України в галузі науки і техніки (2005).

## Життєпис
Народився 1946 року в Києві, 1970-го закінчив Київське військово-інженерне авіаційне училище ВПС. Працював у вищій школі — на посадах викладача, доцента, декана, згодом проректора Інституту з наукової роботи.
Його докторська дисертація стосується проблеми автоматизації дешифрування аерокосмічних зображень. 1995 року — професор по кафедрі аерокосмічної розвідки.
З лютого 2002 року працює у Центрі аерокосмічних досліджень, спочатку — на посаді головного наукового співробітника відділу енергомасообміну в геосистемах. Від квітня 2003-го — заступник директора Центру з наукової роботи.
Від грудня 2016 року — директор, Державна установа «Науковий центр аерокосмічних досліджень Землі Інституту геологічних наук Національної академії наук України».
Є автором 292-х наукових праць, зокрема 6-ти монографій та понад 210-ти наукових статей. Зареєстровано 53 патенти та авторські свідоцтва на винаходи.
Як педагог підготував 15 кандидатів наук, був науковим консультантом двох докторантів.
Напрям наукових досліджень: методи та алгоритми інтерактивної інтерпретації аерокосмічних зображень.
Входить до складу спеціалізованої вченої ради при ЦАКДЗ, редакційних колегій ряду фахових науково-технічних журналів.
Серед патентів:
- «Спосіб підвищення спектральної розрізненності багатоспектральних аерокосмічних зображень за допомогою сканування спектральним вікном», 2015, співавтори Козлова Анна Олександрівна, Лубський Микола Сергійович, Пєстова Ірина Олександрівна, Станкевич Сергій Арсенійович.

Лауреат Державної премії України в галузі науки і техніки (2005) — за цикл наукових праць «Розв'язання проблем раціонального природокористування методами аерокосмічного зондування Землі та моделювання геодинамічних процесів», співавтори Греков Леонід Дмитрович, Довгий Станіслав Олексійович, Коротаєв Геннадій Костянтинович, Мотижев Сергій Володимирович, Паталаха Євген Іванович, Рокитянський Ігор Іванович, Сахацький Олексій Ілліч, Трофимчук Олександр Миколайович,Федоровський Олександр Дмитрович.